# Sydney Futures Exchange
Sydney Futures Exchange (SFE) este o bursă din Australia.
În iulie 2006, fuziunea dintre Australian Stock Exchange și Sydney Futures Exchange a dus la formarea Australian Securities Exchange.